# 一點鏟頭沫蟬
一點鏟頭沫蟬（学名：Clovia puncta）为尖胸沫蟬科鏟頭沫蟬屬下的一个种。